# Себринг (писта)
Себринг е писта за провеждане на автомобилни и мотоциклетни състезания, намираща се в Себринг, Флорида, САЩ.

## История
Пистата Себринг е една от най-старите действащи писти в САЩ. Първото състезание, което се провежда на нея е през 1950 г. Пистата заема част от регионалното летище Себринг за частни и търговски полети. То е построено през Втората световна война като тренировъчна база на американските военновъздушни сили и се е наричало Хендрикс фийлдс.

## Характеристика
Дължината на Себринг е 3,74 мили (6,02 км). Тя има 17 завоя с дълги прави отсечки, няколко високоскоростни завоя и множество бавни завои за технически завивания. Много от завоите и точките на пистата са наречени на ранни тимове и състезатели.

## Победители във Формула 1
| Година | Пилот         | Конструктор    | Писта   | Статистика |
| ------ | ------------- | -------------- | ------- | ---------- |
| 1959   | Брус Макларън | Купър-Клаймакс | Себринг | Статистика |